# Styracaster chuni
Styracaster chuni är en sjöstjärneart som beskrevs av Ludwig 1907. Styracaster chuni ingår i släktet Styracaster och familjen Porcellanasteridae. Inga underarter finns listade i Catalogue of Life.